# متحف بلدية الجزيرة الخضراء
متحف بلدية الجزيرة الخضراء (بالإسبانية: Museo Municipal de Algeciras)‏ هو متحفٌ يقعُ في الجزيرة الخضراء بإسبانيا، ويقع تحديدًا في الطرف الشمالي من حديقة أكاسياس الواقعة في الجزيرة. تأسَّسَ هذا المتحف عام 1995 ويديره القسم الثقافي بالمدينة، حيث يضمُّ مجموعة كبيرة من العناصر الأثرية التي عُثرَ عليها في أجزاء مختلفة من المدينة. يوثق المتحف، بقسميه الرئيسيين، الآثار والتاريخ، ثلاث فترات في تاريخ المدينة: الجزيرة الرومانية البيزنطية، والمدينة الأندلسية، والعصر الحديث. يقع القسم الثالث، الفن الديني، في كنيسة المسيح في ألاميدا (بالإسبانية: Capilla del Cristo de la Alameda)‏.

## الجغرافية
يقع متحف الجزيرة الخضراء البلدي في البلدة القديمة، بالقرب من حديقة أكاسياس، على زاوية Ortega y جاسيت وجويا. تم تجديد مبنى استعماري معروف باسمِ بيت الحراسة (بالإسبانية: Casa de los Guardeses)‏ والذي كان يخدم فيلا سميث في عام 1995 ليُلائم احتياجات المتحف.

## التاريخ
بني المتحف نتيجة للعمل الذي قامت به (لجنة المتحف التاريخي والأثري (بالإسبانية: Comisión Pro-Museo Histórico-Arqueológico)‏ فهي من قدمت العناصر التي تم العثور عليها في مواقع البناء في جميع أنحاء المدينة أساسًا لتوثيق التراث المحلي. عندما تم إنشاء المتحف في عام 1981، أصبحت القطع الأثرية للجنة جزءًا من مجموعته على الرغمِ من مرور بعض الوقت قبل عرضها.

## التَخطِيط
مبنى المتحف الرئيسي عبارة عن هيكل من طابقين. تَعرِضُ الغرف الأربع الموجودة في الطابق السفلي المعروضات من فترة ما قبل التاريخ والعصور الوسطى، وهناك لوحات المعلومات والنسخ المتماثلة للاكتشافات. تحتوي الغرف الثلاث في الطابق العلوي على معروضاتٍ تتعلق بتاريخ خليج الجزيرة الخضراء بين القرنين السابع عشر والعشرين.

## المعروضات
يتم عرض مجموعات علم الآثار في ست غرف تغطي فترات مختلفة: عصور ما قبل التاريخ، العصور القديمة، العصور الوسطى (المدينة العربية)، العصور الوسطى الثانيّة (المدينة القشتالية)، أوائل العصر الحديث والمعاصر. من بين المعالم البارزة فؤوس يدوية تم العثور عليها بالقربِ من ريو بالمونس وحول برج ألميرانتي، أمفورة (أو أمفورا) رومانية عُثر عليها في بورتوس ألبوس ويوليا ترادوكتا، وشواهد قبور من مقبرة اليزيرات الحضرة (الجدران المرينية في الجزيرة الخضراء)، والمصنوعات اليدوية المتعلقة بمؤتمر الجزيرة الخضراء عام 1906. تشملُ المعروضات تابوتًا من الرخام الأبيض، وقطعًا أثرية بونية، ومجموعة من العملات والأسلحة القديمة. تشمل القطع الخزفية المعروضة مجموعة من القطع الإسلامية التي قدمها في عام 2002 أنطونيو توريموشا سيلفا ويولاندا أوليفا كوزار. يضمُّ المتحف أيضًا مصنوعاتٍ يدوية من كاليخون ديل مورو في سان روكي، قادس وُجدت أثناء عمليات التنقيبِ لمنشأة الميناء. ترجِعُ المصنوعات اليدوية التي تم العثور عليها في باسيو دي لاس بالميراس إلى العصر البيزنطي، كما طلبَ المتحف أيضًا نسخة طبق الأصل صغيرة الحجم لسفينة بحرية إسبانية أبحَرت من نهاية القرن الثالث عشر وطوال القرن الرابع عشر بقياس 65 by 26 سنتيمتر (26 by 10 بوصة)، وهي مصنوعةٌ من خشب البلسا ومعروضةٌ الآن.
تُعرَض مجموعة الفن الديني في كنيسة صغيرة سابقة تُعرف باسم كابيلا ديل كريستو دي لا ألاميدا في كالي سان برناردو، على بعد بضع مئات من الأمتار إلى الشمال. افتُتحَ هذا الفرع في عام 1999 بعد ترميمٍ واسعٍ لمصلّى القرن الثامن عشر الذي كان يُستخدم كمتجرٍ لإصلاح السيارات. تعرض غرفه الأربع المصنوعات الليتورجية مثل موكب جسد المسيح. تشمل اللوحات الدينية صورة فرانسيسكو دي زورباران لسانتو و‌دومينغو دي غوزمان.

## معرض الصور

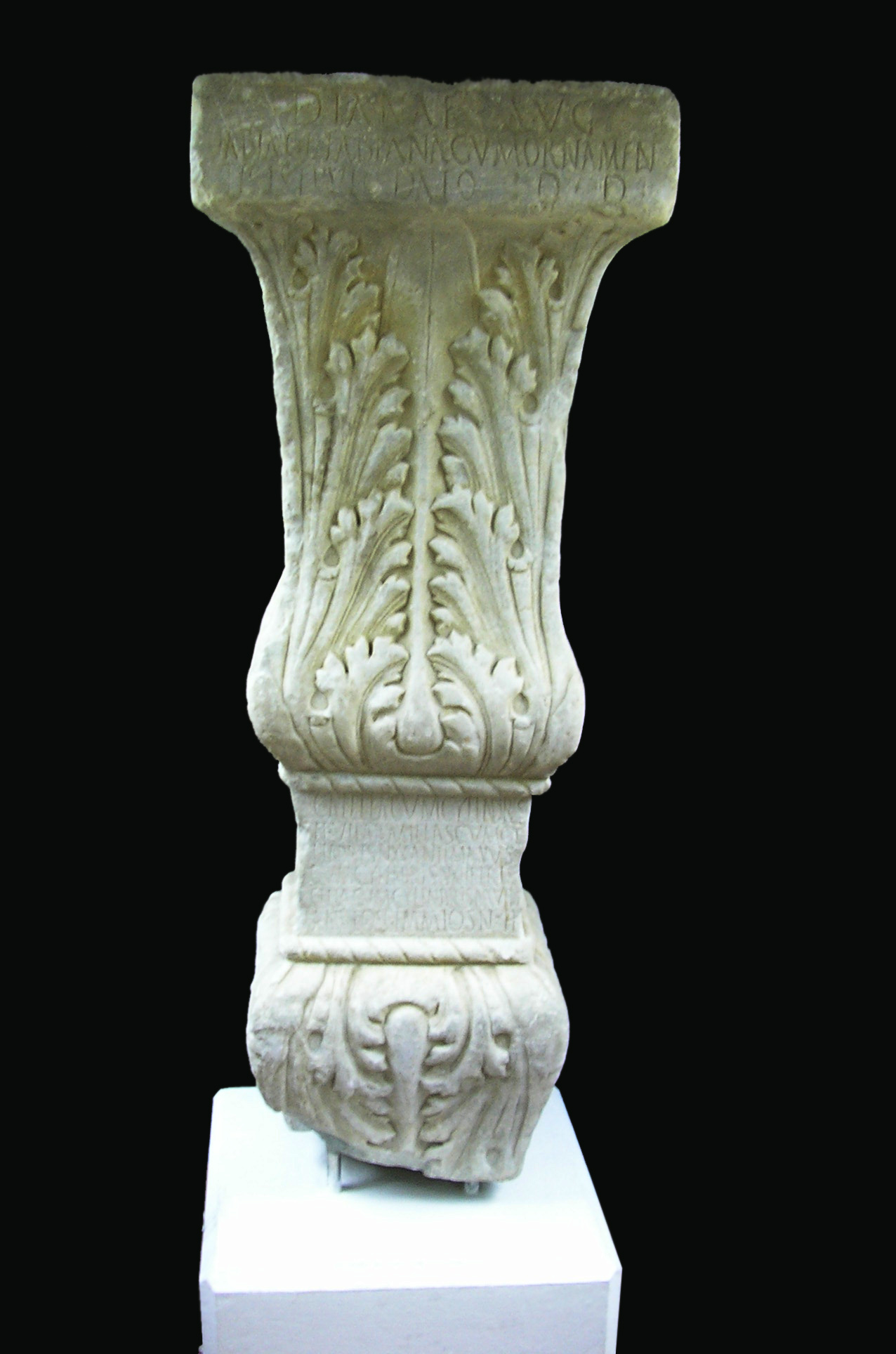
إحدى المعروضات في المُتحَف
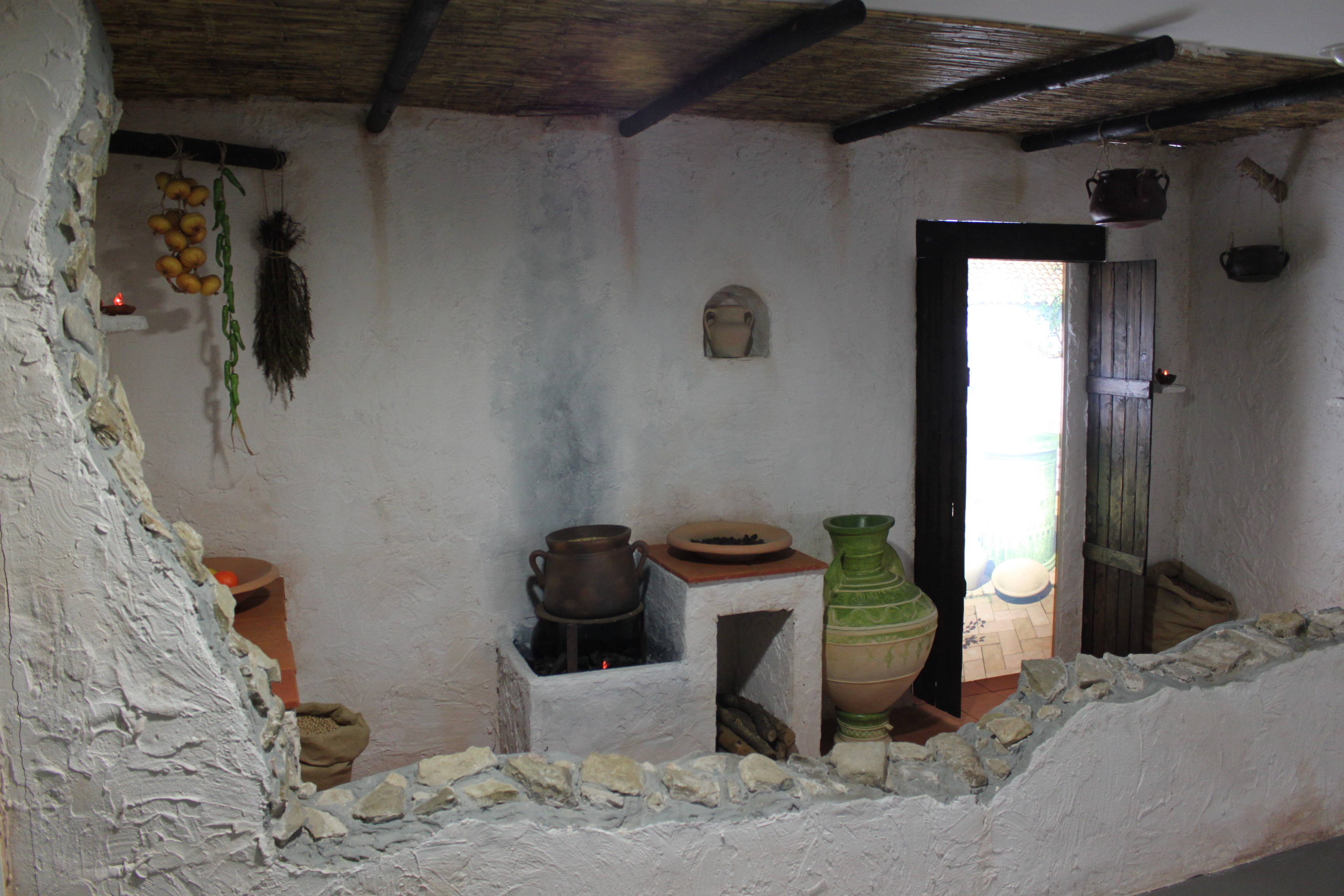
محاكاة المنازل العربيّة
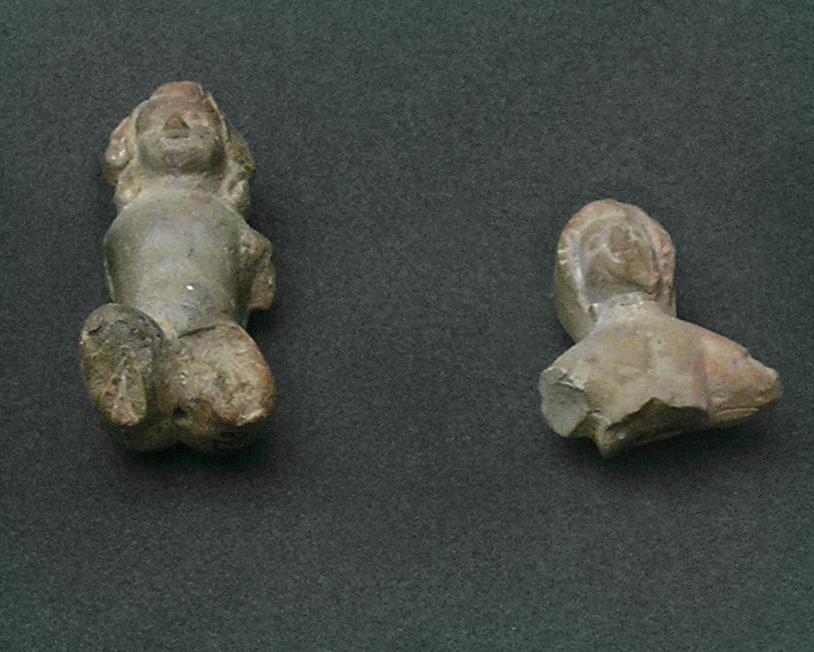
تماثيل الطين
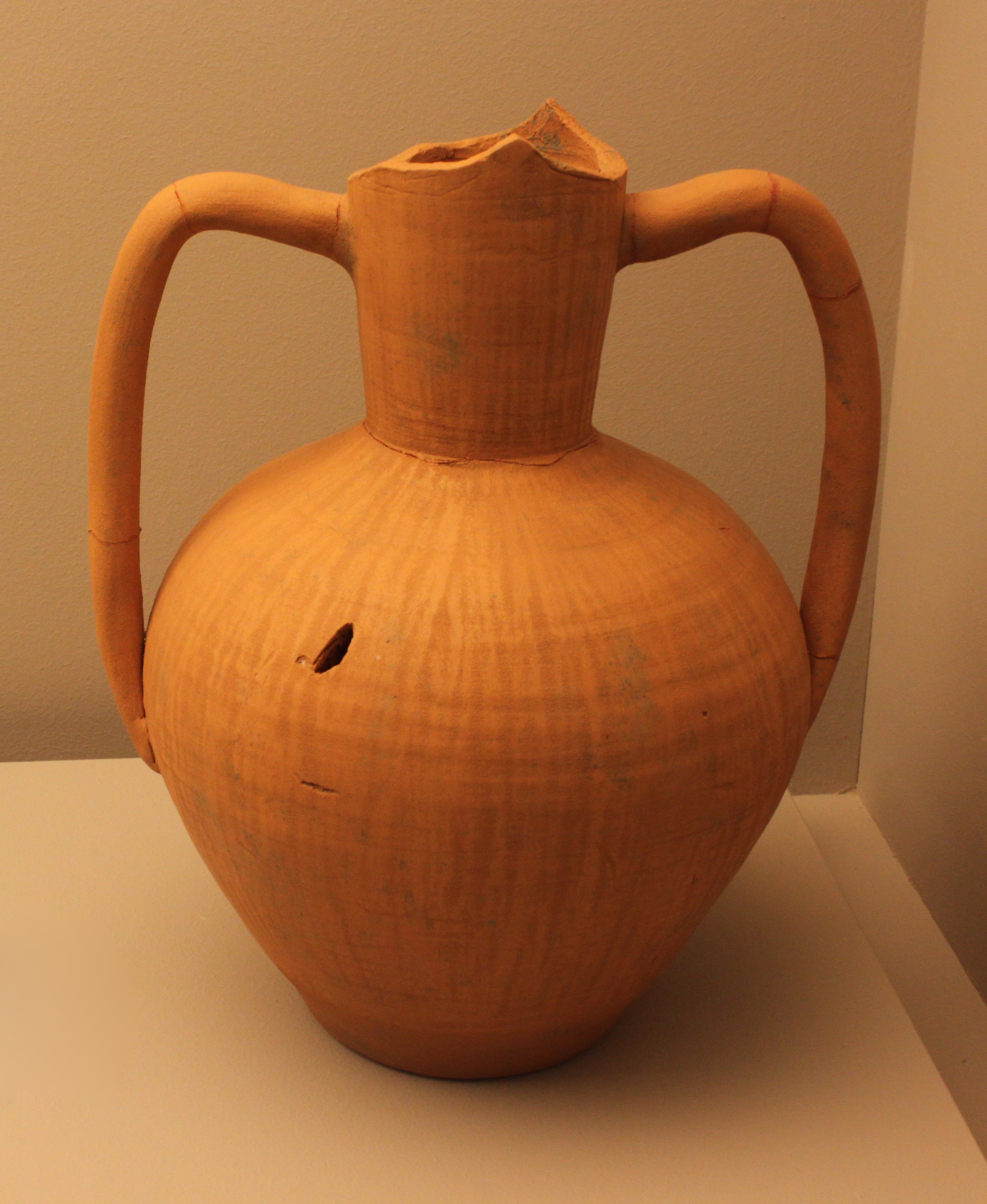
وعاء من السيراميك

## روابط خارجية
- موقع المتحف على fmcjoseluiscano.com
- موقع المتحف على andalucia.org